# Batinjani csata
A batinjani csata 1991. október 5. és 10. között, az általános jugoszláv offenzíva keretein belül zajlott. Pakrác egész Nyugat-Szlavónia hadszínterének az egyik legfontosabb és legmeghatározóbb ütközete volt. A csata a Prekopakra-Batinjani-Kutenya út elvágása után kezdődött, mely során a Jugoszláv Néphadsereg (JNA) teljesen körülvette a Pakrác és Lipik környékét védő horvát harcosokat. A horvát ellentámadás lehetővé tette az ostromzár felszámolását és a csata előtti állapotba való visszatérést. A védők áldozatainak magas száma a Pakracnál és Lipiknél harcoló horvát erők nagy elszántságának tudható be. A csatában Pakrác városa elvesztette a városvédelmi parancsnokát, összesen 23 horvát katona és 5 civil esett el.

## Előzmények
Az 1991. augusztus 19-iki Pakrác elleni támadásban a szerb erők Batinjaniban és Gornja Obriježben is alakítottak állásokat. Ezekből az állásokból vették célba aknavetőkkel Stari és Novi Majur környékét, valamint Prekopakra és Matkovac települések egy részét. Ugyanazon a napon délután, amikor a Horvát Köztársaság zágrábi és belovári különleges rendőri egységei Pakrácban megkapták a parancsot az ellenséges támadás visszaverésére, ezek a főként helyi lázadó szerbekből és önkéntesekből álló ellenséges erők szétszóródtak és felszereléseiket, fegyvereiket hátrahagyva a Pakracka Gora erdőin keresztül menekültek. Néhány nappal a beavatkozás után a horvát különleges rendőri egységeket más hadszínterekre vezénylték, hogy ott végezzenek harci feladatokat. Nem sokkal távozásuk után a szerb lázadók ismét fenyegető akciókba kezdtek: az utakon feltartóztatták az arra utazókat, barikádokat állítottak fel, és egyre gyakrabban támadták meg az akkori Pakrác község horvát lakta területeit. Akcióik során nagy támogatást kaptak azon helyi szerbek részéről is, akik Batinjaniban és Gornja Obriježben maradtak. Felderítést végeztek, és olyan harcállásokat készítettek elő, amelyeket később a szerb erők könnyen elfoglaltak, és így ismét elzárták külvilágtól Pakrácot. Mivel a helyiek azt hitték, hogy az ellenség távozott, csak a Horvát Köztársasághoz hű szerb nemzetiségű polgárok maradtak. Ezekben a falvakban JNA egyenruhás felfegyverzett személyekről szóló bejelentésekre, ha más feladatuk nem volt a belovári speciális rendőri egység is bevonult. Az egység megérkezésével a JNA tartalékosai és más fegyveres lázadók visszavonultak erről a területről. Mivel a Horvát Köztársaság nem rendelkezett a terület elfoglalására rendelkezésre álló erőkkel, a terület „saját felelősségre járható” státuszban volt.
Szeptember 16-án a lázadó szerbek Gornja Obriježben 82 mm-es aknavetőket ástak be, és Veliki Banovac és Donja Obrijež felé irányították őket, majd a Romićev fasor közelében felásták az utat. Ugyanezen a napon Donja Obriježt aknavetőkkel támadták meg. 1991 szeptemberében a JNA és az önkéntesek előkészítették Pakrác végső elfoglalását. Szeptember 24-én általános támadás kezdődött a horvát erők és települések ellen. A lázadó szerbek a batinjani Gruićeva brdo és Pakrác (Daruvár felőli) északi bejáratánál, Zukvánál is felásták az utat. Másnap a horvát rendőrség és az önkéntesek akciójában Batinjani és Gornja Obrijež falvak szerb lázadói vereséget szenvedtek. Az utakon ásott árkokat betemették, és újraindult a forgalom a Matkovac - Batinjani - Gornja Obrijež - Veliki Banovac - Gaj útvonalon. Pakrác és Lipik egyetlen bejárata biztosításának szükségessége miatt 1991. október 5-én a ZNG gerzencei önkénteseiből és rendőrökből álló egység érkezett Pakrác területére. Ugyanazon a napon az ellenség visszaverte Toranj falu felszabadítására tett kísérletüket, ezért az egységet Batinjani helyett Gornja Obrijež falu területén telepítették.

## A csapda
1991. október 6-án kora hajnalban a szerb erők két megerősített szakasznyi erővel minden erőfeszítés nélkül elfoglalták a Batinjaniban és Gornja Obriježben előre előkészített állásokat. Beásták oda magukat, és leseket állítottak fel. Azon az éjszakán több horvát harcos is elhaladt azon az úton, mely Pakrac egyetlen ellátó útja volt, és szokatlan mozgásokat észlelt a faluban. Az egyik arra haladó védő, Pakrác horvát védelmi parancsnoka, Stjepan Širac volt, aki egy kutenyai munkaértekezletről érkezett, és az éjszakát Matkovac bejáratánál, a Zmija 15. szám alatti ellenőrzőpontnál töltötte. Kora reggel, 05:00 körül a Pakrácot akkor a Konstruktor gyár környékét védő rendőrőrs parancsnoka, Zdenko Forić behozta a kapitányságra Đura Haramusteket, aki súlyosan megsérült a fején. Súlyos sebesülése miatt úgy döntöttek, hogy át kell szállítani kutenyai katonai kórház sebészetére. Úgy döntöttek, hogy az utat Stipan Grgić rendőr vállalja járművével, de időközben a kapitányságra érkezett Dalibor Duchač, és átvette a feladatot, mert ő volt a mentőautó sofőrje, és ha kellett, az egyetlen megmaradt TOP 2 (Tvornica oklopnjaka Prekopakra) páncélautót is vezette. A tartalékos JNA-egyenruhás csetnikek Batinja végénél felállított csapdájába hajnali 5:30 körül Željko Verhaz, Zoran Jurinović, Darko Zorić és Željko Nožarić futott bele elsőként. A járművet vezető Verhaz gyors reakciójának köszönhetően azonnal visszafordultak, és körülbelül ötven méter után, amikor a csetnikek már hevesen lőttek rájuk, kiszállva a járműből, az udvarokon és a kukoricatáblán keresztül Stari Majur felé vonultak vissza. A matkovaci őr is észlelte a lövöldözést, és mindenkit értesített. Közvetlenül ezután a már említett Zmija 15-ös ellenőrzőpontnál a védők megállították Aca Bartolucit, aki Pakrácból három nőt, Ljerka Stočeket, Milica Sarajliját és Ivka Perđunt akarta kivinni, és figyelmeztették, hogy csak saját felelősségére mehet tovább, és ha kell, lőjön. Néhány perccel később ugyanígy jártak el, amikor Dalibor Dučač mentőautóval megérkezett az ellenőrző ponthoz, de ő azt válaszolta, hogy egy súlyos sebesültet visz, és nem tud választani, mert sietnie kell, különben a sebesült meghal, ha nem kap megfelelő orvosi segítséget. Később Batinjane bejáratánál mindkét járművet csetnikek kapták el. Meg sem próbálták megállítani őket, hanem azonnal tüzet nyitottak a járművekre, noha azokban civilek és sebesültek tartózkodtak. A lövöldözést csak Ljerka Stoček élte túl, akit elfogtak, és brutális bántalmazással akarták megölni, de egyik volt tanítványa megmentette, aki azt mondta, hogy ő volt az „iskolai barátnője”. Ezt a tragikus eseményt így írta le naplójában:
|  | „Behajtottunk a matkovaci erdőbe. Senki nem szólt semmit. Féltünk, mindenki hallgatott. Batinjani felé haladtunk. A nap már felkelt és bevilágította a tájat. Félelem és bizonytalanság uralkodott közöttünk. Hirtelen azt láttam, hogy Aco sebességet vált. Az autó rohanni kezd. Rázkódunk az úton. Bumm, ütközünk, nyögés. Nézem, mi történt Acóval, miért vált annyit sebességet. Lezuhanok a padlóra. Bumm. Aco rám esik, a kocsi pedig megy tovább magától. Aco estében is erősen nyomja a gázpedált. Egy árokba esünk. Az autó még jár. Vér, nyögés, izzadság, üveg, dörömbölés az autón. Aco megrándul, és a vére rám csorog. Leemelem magamról Acót. Úgy ömlik a vér a fejéből, mint egy vulkán, Milica néni még mindig nyög, Perđun néninek tágra nyílt, merev a szeme. Többé nem válaszolnak...” |
|  | |

Néhány perccel utánuk ugyanabba a csapdába rontott bele a mentőautó, amelyben Dalibor Duchač és Tomislav Kuhar horvát rendőrök Pakracról próbálták elszállítani a sérült védőt, Đura Haramusteket. Mindenki ugyanazon a helyen halt meg. Utánuk, Batinjani falu másik végén, Svetomir Mercluft is meghalt, amikor ugyanazon az úton Pakrácot próbálta elérni.

## A csata lefolyása
Elsőként a banovaci és obriježi védők reagáltak a hírre, miszerint a járműveket feltartóztatták: Ivica Baškiera, Goran Feltrin, Ivica Feltrin, Josip Feltrin, Ivica Hrgar, Stevo Hrgar, Željko Jurić és Stjepan Mateš, Marijan Krejči parancsnoksága alatt. Ők kilencen nem várták meg a többi erő összegyűjtését, hanem egy teherautóval sietve elindultak Batinjani felé. Arra nem számítottak, hogy már a Romićevo fasornál, Gornja Obriježa és Batinjan között egy gondosan előkészített lesbe ütköznek. Sajnos már soha nem tudhatjuk meg, hogyan zajlott a küzdelem, mert mind a kilenc horvát katona meghalt. A rendelkezésre álló információk szerint csak keveseknek sikerült kiszállniuk a teherautóból, és kérdéses, hogy sikerült-e egyáltalán valamilyen ellenállást tanúsítaniuk a nagyobb számú és jobban felfegyverzett ellenséggel szemben.
Ekkor ugyanezen hírek alapján érkezett sietve Stjepan Širac a pakráci rendőrkapitányságra, és segítséget kért az áldozatoknak helyszínről való kimentéséhez. Tervet javasolt az akkori parancsnoknak a Batinjaninál csapdába esettek kimentésére, a további áttörésre és a falu felszabadítására, amelyet elfogadtak. A rendőrök biztosítottak számára egy páncélozott autót és az állomány egy részét, de a probléma az volt, hogy nem volt, aki az autót vezesse, mert előzőleg Dučač csapdába esett. Emiatt Slavko Kočit helyezték át sietve Prekopakrából. A páncélozott autó személyzete 16 harcos volt, akik mindannyian önként jelentkeztek. Prekopakra védői sem várták meg a parancsot, hogy próbálják meg kimenteni a csapdába esett elhunytakat, hanem egy kis teherautóval azonnal elindultak Batinja felé. A Marko Martinelli parancsnoksága alatt álló rögtönzött csapat tagjai Miroslav Tessari, Miroslav Kurić, Mario Kamenski, Nikola Nožarić, Anto Pavlović és Josip Dumančić voltak. Amikor Batinjani közelébe értek, Prekopakrából további harcosok csatlakoztak hozzájuk, akik között rendőrök és néhány lipiki védő, valamint Stjepan Širac parancsnok voltak. Amikor az erdő szélére értek, bár nagyon figyelték, de nem látták meg az ellenséget, mert már jól beásták magukat a lövészárkokba. A horvátok feltételezték, hogy a csapdába esett járművekben még túlélők vannak, és úgy döntöttek, hogy óvatosan elindulnak feléjük a tisztáson. A biztonság kedvéért fedezetként a járműben hagyták Miroslav Kurićot, aki a hídhoz érve észrevette a csetnikek mozgását és figyelmeztette őket. Nyilvánvaló, hogy a szerbek azért engedték egészen közel őket, hogy a dombon jól látható pozícióba kerüljenek. Ekkor hirtelen tűzorkán zúdult a horvátok felé. Kurić hátulról géppuskával válaszolt, és a szerbek tüzének egy jó részét semlegesítette, lehetővé téve, hogy a horvát védők kedvezőbb pozíciókat foglaljanak el.
Ebben a pillanatban érkezett meg az egy páncélozott autó, amely behatolt a rendkívül heves tűzbe, mert a benne levők, valamint Širac és Martinelli úgy becsülték, hogy a csapdába került járművekben túlélők lehetnek. Úgy döntöttek, hogy mindent vagy semmit alapon közelednek a járműhöz, és megpróbálnak kihozni valakit. Amikor közel értek hozzá, és már csak néhány méterre voltak tőle járművüket többször is eltalálták az ellenséges golyók, de gránátok is csapódtak be, amelyek közül az egyik a járműbe fúródott és a motor leállt. A tűzváltásban Marko Martinelli megsebesült, Stjepan Širac pedig halálos sebet kapott. Ebben a helyzetben az egyetlen megoldás a visszavonulás volt, ami meg is történt. A páncélozott autó több tíz métert visszafordult, és megállt azon a helyen, ahol a halott Stjepan Širac feküdt. Időközben a horvátok erősítést kaptak, és Antun Fričer - Tukša parancsnoksága alatt egy stabil, aknavetőkkel megerősített védelmi vonal jött létre. Közben azt jelentették, hogy Daruvárból is jött segítség, amely 14 óra körül érkezett Gornja Obriježbe. A Milan Filipović parancsnoksága alatt álló, badljevinai önkéntesekkel megerősített daruvári páncélozott harcjárműnek azonban nem sikerült eljutnia a romićevoi fasorban levő áldozatokhoz.
Ekkor Slavko Koči, Vlado Balaš, Joso Barić és Dalibor Doležal úgy döntöttek, hogy a helyszínre mennek, hátha sikerül valakit kihozniuk. Amikor Batinjanihoz közel értek, Braja Grujić hívta őket, hogy elhozta Ljerka Stočeket és átadta nekik. Ezt követően megkezdődött a többi holttest kimentése. A horvát védők egész délután folytatták támadásaikat a batinaiak ellen, a szerbek pedig alkonyatkor kezdtek visszavonulni. Abban a pillanatban, amikor a szerbek már megkezdték a visszavonulást, hír érkezett a Pakrac és Lipik nehéz helyzetéről, és kérték, hogy a rendelkezésre álló erőket azonnal irányítsák az ellenség támadásainak kritikus vonalaira. Ekkor vált a horvát védők számára világossá, hogy ez nem egy korlátozott ellenséges akció. A rendőrség jelentése szerint a Konstruktor épülete, ahol a rendőrkapitányság is volt, már égett; a rendőröket megakadályozták a visszavonulásban, mert a szerbek elfoglalták a régi pályaudvar épületeit. A Jug-telepen is kritikus volt a helyzet, különösen a középiskola építkezése közelében. A szerbek Lipik felé törtek előre, és behatoltak a Dakićev fasorba. A daruvári egységet is hívták, hogy térjenek vissza Daruvárba, amelyet szintén megtámadtak. A batinjei védelmi vonalon csak egy kis csoport védő maradt, akik estére elfoglalták a Grujić-dombot. Behatoltak Batinjaniba, de kevés volt az erejük a falu területének ellenőrzéséhez. A védők zömét Pakracra és Lipikre küldték, hogy megerősítsék a védelmet az ellenséges támadás kritikus vonalain. Csoportokra osztották őket, amelyek közül az egyik a város északnyugati részébe, Prauljára ment, hogy kiűzze az ellenséget a régi pályaudvarról és felmentse a Konstruktorban rekedt rendőröket, a másik csoport pedig páncélelhárító eszközökkel a védelem megerősítésének feladatával Lipikre ment.
Másnap, október 7-én a szerb blokádot továbbra sem sikerült áttörni. A pakraci és lipiki harcok hevessége, valamint a fegyverek és lőszerek hiánya miatt nem lehetett erőket átcsoportosítani a támadó hadműveletekre. Minden erőt arra kellett összpontosítani, hogy az ellenséget visszaszoríták pakraci és lipiki kiindulópontjaiba oda, ahonnan október 6-án megindították a támadásokat. Ebben a legjelentősebb sikert a horvátok 1991. október 9-én érték el, amikor a Horvát Köztársaság Tomislav Merčep parancsnoksága alatt álló MUP különleges célú egysége, harckocsikkal megerősítve Toranj falu Brekinska felőli megközelítésénél áttörte az ellenséges barikádot. Toranj, Mali Banovac, Batinjani és Gornja Obrijež felszabadult. Az ellenséget a Turkovača-erdő területére szorították vissza; ezen falvak területét a Horvát Köztársaság északnyugati részéből érkező ZNG-csapatokkal megerősített önkéntesei foglalták el.

## Következmények
A Batinjáért vívott csata a horvátországi háború pakráci hadszínterének legvéresebb csatája volt. 23 horvát katona és 5 civil halt meg itt; Pakracot, amelyet a szerbek hevesen támadtak és teljesen körülzártak, végül kiszabadították az ostromgyűrűből és megvédték. Ez a nap nem csak a horvát védők rendkívüli áldozatvállalása miatt marad emlékezetes, hanem a pakraci önkéntesek szervezett támadó akciójaként is. Ugyanis azon a napon Pakrác védői nem védekezve, hanem támadólag verték vissza az ellenséges támadásokat. A Batinjáért vívott csata fordulópont volt a hadszíntér eseményeiben, egyúttal bevezette a Lipikért és Pakrácért vívott igazi csatát. Romićevo fasorban elhunyt horvát veteránok ún. Krejci csoportját az ellenség a közeli erdőben, ismeretlen helyen lévő tömegsírba temette. A hozzátartozók napokig semmit sem tudtak sorsukról. Miután tömegsírt megtalálták, végül nehéz háborús körülmények között október 24-én Veliki Banovacon temették el őket.

## Fordítás
- Ez a szócikk részben vagy egészben  a   Bitka za Batinjane című horvát Wikipédia-szócikk ezen változatának fordításán alapul.  Az eredeti cikk szerkesztőit annak laptörténete sorolja fel. Ez a jelzés csupán a megfogalmazás eredetét és a szerzői jogokat jelzi, nem szolgál a cikkben szereplő információk forrásmegjelöléseként.